# 小野寺秀富

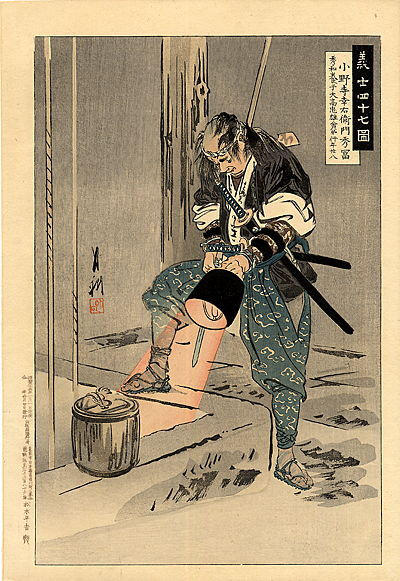
『義士四十七図　小野寺幸右衛門秀富』（尾形月耕画）

小野寺 秀富（おのでら ひでとみ、延宝4年（1676年） - 元禄16年2月4日（1703年3月20日））は、江戸時代前期の武士。赤穂浪士四十七士の一人。通称は幸右衛門（こうえもん）。大高忠晴の二男。本姓は藤原氏。家紋は木瓜。

## 生涯
延宝4年（1676年）、赤穂藩浅野氏家臣の大高忠晴の次男として赤穂にて誕生。母は貞立尼（小野寺秀和の姉）。幼名は小二郎（こじろう）。実兄に大高忠雄がいる。
母が小野寺家の血統であるため、同じく浅野家臣の小野寺秀和の養子に入ったが、正確な時期はわからない。ただ小野寺家の通し字の「秀」の字を使った「秀富」を諱にしているので、まだ諱を得ていない元服前に養子入りしたのであろう。家督前の部屋住みとして過ごした。
元禄14年（1701年）3月の主君・浅野長矩が江戸城松之大廊下で吉良義央に刃傷に及び、浅野長矩は即日切腹、赤穂藩は改易と決まった。以来、常に養父秀和と行動を共にしていたようである。元禄15年（1702年）9月に大石良金にしたがって江戸に下向し、江戸では麹町の中村正辰の借家に住んだ。変名は仙北又四郎。
討ち入りの際には表門隊に属し、太刀を武器に使い、真っ先に吉良邸内に切り込みをかけ、吉良家前で番をしていた鱸正竹たちを斬り捨てるという勇猛果敢さを見せた。さらに吉良邸内では弓が並べて置かれているのを発見して弦を切って全て使えなくするという戦功もあった。
武林隆重が吉良義央を斬殺し、一同がその首をあげたあとは、長府藩主・毛利綱元の上屋敷にお預かりとなり、同家家臣田上五左衛門の介錯で切腹した。享年28。主君・浅野長矩と同じ江戸の高輪泉岳寺に葬られた。法名は刃風颯剣信士。

## 後史
義母・丹のことを「一人で居ること故偏に頼む」として、伏見の大塚屋小右衛門らに十二月七日付の手紙で懇願している。丹は、秀和・秀富の死後の6月18日、餓死した。

## 人物
なお、秀富は兄・忠雄と同様に俳諧をたしなみ、漸之という雅号を持っていた。子葉（大高忠雄）の編著である俳諧集『二ツの竹』にも漸之の句が載せられている。